# Comuna urbană Slovenj Gradec
Slovenj Gradec (Mestna občina Slovenj Gradec) este o comună din Slovenia, cu o populație de 16.779 de locuitori (2002).

## Localități
Brda, Gmajna, Golavabuka, Gradišče, Graška Gora, Legen, Mislinjska Dobrava, Pameče, Podgorje, Raduše, Sele, Slovenj Gradec, Spodnji Razbor, Stari trg, Šmartno pri Slovenj Gradcu, Šmiklavž, Tomaška vas, Troblje, Turiška vas, Vodriž, Vrhe, Zgornji Razbor